# Eilema crassicosta
Eilema crassicosta är en fjärilsart som beskrevs av De Toulgoët 1956. Eilema crassicosta ingår i släktet Eilema och familjen björnspinnare. Inga underarter finns listade i Catalogue of Life.